# Kevin Arnould
Pour les articles homonymes, voir Arnould.
Kevin Arnould, né le 19 février 1980 à Sallanches (Haute-Savoie), est un spécialiste français du combiné nordique actif entre 1998 et 2006.
Il a participé aux Jeux olympiques de Salt Lake City en 2002, terminant sixième par équipes et dix-septième lors de l'individuel 15 km.
Son meilleur résultat en Coupe du monde est une cinquième place à Oslo en 2003. Cette année, il se classe neuvième du sprint des Championnats du monde de Val di Fiemme.
Arnould a trois victoires individuelles à son actif entre 2000 et 2005 dans la Coupe du monde B.

## Palmarès

### Jeux olympiques d'hiver
| Épreuve / Édition | Épreuve / Édition | Salt Lake City 2002 |
| Individuel        | Individuel        | 17e                 |
| Sprint            | Sprint            | 34e                 |
| Par équipes       | Par équipes       | 6e                  |

### Coupe du monde
- Meilleur classement général : 21e en 2003.
- Classement annuel : 52e en 2000, 41e en 2001, 23e en 2002, 21e en 2003, 33e en 2004, 35e en 2005 et 57e en 2006.
- Quatre fois dans les dix premiers en individuel.

### Coupe du monde B
- 5 podiums dont 3 victoires

### Championnats du monde juniors
- Médaille de bronze au Gundersen 10 km à Strbske Pleso en 2000
- Médaille de bronze par équipes à Saalfelden en 1999